# Tricholabus femoralis
Tricholabus femoralis là một loài tò vò trong họ Ichneumonidae.